# جناب دماوندی

## مروری بر بیوگرافی جناب دماوندی
محمد فلاحی مشهور به جناب دماوندی از خوانندگان برجسته و موسیقیدانان صاحب سبک تاریخ موسیقی ایران در دوران قاجار و پهلوی است. هنرمندی که شخصیتی چند بعدی داشت و از تبار شیخ محمد حسین دماوندی متخلص به نورس، شاعر و خوشنویس برجسته دوران صفویه بود. مردی که با بسیاری از هنرمندان بزرگ تاریخ ایران از جمله میرزا حسینقلی خان فراهانی، میرزا حسین خان اسماعیل زاده، مرتضی خان نی داوود همکاری کرد، با ادیبان و شاعران بزرگ هم نسل خویش، از جمله ابوالقاسم عارف قزوینی و علی اکبر شیدا دوست بود و با سیاستمداران و نظامیان نامداری چون سردار اسعد بختیاری، تیمسار امیر احمدی، محمدعلی فروغی، حسن مستوفی الممالک نشست و برخاست داشت. همان هنرمندی که حتی پادشاهان مختلف از ناصرالدین شاه قاجار گرفته تا رضاشاه پهلوی شیفته صدای منحصربفردش بودند. ردیفدانی که شاعران و نویسندگان بسیاری همچون شیخ الرئیس افسر و مصطفی مصباح زاده در اشعار خود به صوت داوودی اش اشاره کردند و در ادوار مختلف، روزنامه ها از کارهای خیر او تقدیر کردند.
در روزگاری که صفحات آوازی او در هر خانه ای که دستگاه گرامافون بود، پیدا می شد و مردم مسلمان در ماه رمضان و مراسم مذهبی در قهوه خانه ها و مراکزی که گرامافون داشتند، فقط به صفحه اذان و مناجات او گوش می سپردند، هیچ گاه درآمد حاصل از آوازهایش را برای خود برنداشت.
با پول بدست آمده از کنسرت هایش در دوره قاجار و پهلوی اول، مدرسه ساخت، بهداری بنا کرد و برای تامین امنیت کشور به قشون دولتی کمک کرد. دست بینوایان را گرفت، به هنرمندان و پیشکسوتانی که در بستر بیماری بودند، یاری رساند و با کمک دوستانش، برای درمان بیماران تجهیزات پزشکی خریداری کرد.
او در آن زمان که برخی از ایرانیان، موسیقی را حرام می دانستند، با هنرمندانی از سایر ادیان همکاری کرد و در سکوت، شاگردانی را آموزش داد. مردی که با وجود تمکن مالی کافی و شهرت بسیار، از جوانی تا سالمندی در ادارات و تشکیلات مختلف شاغل بود و با تمام وجود حتی در سال های بازنشستگی برای عمران و آبادی ایران کوشید. جناب دماوندی چنین مردی بود.
متاسفانه با وجود آنکه مِتُد آوازی او، سال ها توسط اساتید نامدار ایرانی در کلاس های خصوصی یا دانشگاه ها به دانشجویان تدریس می شد، اما به دلیل عدم تمایل وی و خانواده، و همچنین نبود آرشیوی متمرکز و قابل استناد در سیستم دولتی، حداقل تا سال ۱۴۰۴ خورشیدی که بیش از نیم قرن از پرواز او می گذشت، اطلاعات دقیقی در مورد آثار و زندگینامه این هنرمند وجود نداشت.
زندگی صد و یک ساله این هنرمند، به واسطه آشنایی اش با چهره ای برجسته تاریخ ایران، نه فقط از منظر هنری و موسیقایی، بلکه به خاطر روشن شدن بسیاری از ناگفته های تاریخی و فرهنگی حائز اهمیت است. جناب دماوندی شاهدی بر حکومت شش دوره پادشاهان مختلف از ناصرالدین شاه قاجار تا محمدرضا شاه پهلوی بود و روزگاران سخت قحطی، جنگ های جهانی، مبارزات مشروطه و ... را از نزدیک تجربه کرد.
او از روشنفکران زمان خود بود، از پیشگامان اجرای کنسرت های خیریه در ایران و نخستین ایرانی که در اروپا کنسرت اجرا کرد. از نخستین خوانندگان ایرانی که صدای آوازشان بر صفحات گرامافون ثبت شد و ردیفدانی که بواسطه وسعت و تکنیک بالا از سوی دولت قاجار برای ضبط نخستین اذان تاریخ کشور اقدام کرد. او جزء اولین خوانندگانی بود به اجرای کنسرت - نمایش در ایران پرداخت و همچنین از اولین کسانی بود که برای اجرای آواز زنده در سال نخست تاسیس رادیو در کشور به آنجا دعوت شد. انسانی که فقط هنرمند نبود و در بزنگاه های تاریخی، از جمله انقلاب مشروطه، دوشادوش سپاه بختیاری برای آزادی جنگید.

## دوران کودکی محمد دماوندی[۲]
در سال ۱۲۵۱ خورشیدی، پسری در روستای احمدآباد، از توابع شهر تاریخی دماوند، به دنیا آمد که نام وی را محمد گذاشتند. خانواده او یکی از قدیمی ترین خاندان های شهر به شمار می آمدند و ریشه عبارت دماوندی که بر پسوند نامشان بود، حداقل به دوره اشکانیان باز می گشت. او که دومین پسر آشیخ محمد علی دماوندی مشهور به میرزای معلم بود، پدری داشت اهل علم و فرهنگ که در دوره سلطنت فتحعلی شاه قاجار به دارالخلافه راه یافته بود.
محمد چهار برادر و خواهر به نام های محمد حسین،  محمد جعفر،  معصومه  و  فاطمه داشت. پدرشان از خوشنویسان زبردست آن زمان بود و در دوره سلطنت محمدشاه قاجار چنان ترقی کرد که سال ها بعد در کتاب تاریخ منتظم ناصری، از او به عنوان یکی از آموزگاران رسمی حکومت یاد شد. 
میرزای معلم از مشاوران صدراعظم مشهور ایران در دوره ناصری، یعنی میرزا تقی خان امیرکبیر بود و در جنگی که منجر به فتح هرات شد، علاوه بر مشاوره به شاهزاده مراد میرزا حسام السلطنه، وظیفه تنظیم اسناد حکومتی و نامه نگاری های فرماندهی لشکر با پایتخت را بر عهده داشت. او سال ها لشکر نویس سپاه ایران و سپس دبیر وزیر نظام کشور بود و در سال های بازنشستگی، علاوه بر مشاوره و هم اندیشی با افراد بلند پایه حکومتی نظیر صدر اعظم وقت، میرزا حسین خان سپهسالار (مشیرالدوله)، به پیشه اولیه بازگشت تا دانشجویان مدرسه صدر تهران و همچنین شاهزادگان جوان قاجاری از جمله میرزا موید الدوله و جهانگیر مراد میرزا را آموزش دهد. 

محمد دماوندی در دوران کودکی نزد پدرش (میرزای معلم) آموزش دید و سپس همراه با محمد حسین، برادر بزرگتر خود به مدرسه عالی صدر، واقع در ضلع غربی جلوخان مسجد شاه در محله بازار تهران رفت. همان محلی که پدرش سال ها در آنجا تدریس می کرد. در همین مدرسه با نخستین استاد موسیقی خود آشنا شد و مدتی نزد سید جعفر لاهیجی (استاد مشترک وی با ابوالقاسم عارف قزوینی) درس آواز گرفت.
محل تمرینات آواز محمد، خندق های پیرامون پایتخت (یکی از خطرناک ترین مناطق تهران در آن دوره) بود و دشواری های بسیاری را تحمل کرد تا صدای ناپخته اما مستعدش روز به روز پرورش یابد. سرانجام محمد دماوندی به پیشنهاد استاد لاهیجی و پس از فارغ التحصیلی از مدرسه صدر، به اصفهان رفت تا زیر نظر سید عبدالرحیم اصفهانی که از اساتید مهم آن دوره بود، مراحل یادگیری آواز دستگاهی را تکمیل نماید.

## شیخ محمد دماوندی در دوره جوانی[۴]
شیخ محمد در دوران جوانی برای آن که از نظر مالی مستقل باشد، جهت فعالیت در ادارات و وزارتخانه های دولتی درخواست استخدام داد و سرانجام جذب وزارت قورخانه شد. ورود او به کارخانه مهمات سازی دولت قاجار زمینه آشنایی اش با حاج علی قلی خان بختیاری (سردار اسعد دوم) را فراهم نمود. رفت و آمد این جوان به عمارت سردار اسعد بختیاری که از مراکز اجتماع روشنفکران در دوره ناصری به شمار می آمد، موجب تغییرات اساسی در نگرش وی نسبت به جامعه آن دوره کشور شد. همچنین دوستی اش با عبدالحسین خان شیخ الملک متخلص به اورنگ (سیاستمدار و پایه گذار انجمن ادبی ایران) از همین زمان تحکیم یافت.

صدای خوش محمد در کنار اجراهای متعدد وی در شهرهای مختلف کشور، بستر گسترش محبوبیتش در میان مردم ایران را فراهم آورد تا جایی که این هنرمند در سال ۱۲۷۴ خورشیدی، موفق به دریافت لقب جناب (معادل سِر در انگلستان) از سوی ناصرالدین شاه قاجار شد. از آن پس، او به عنوان شیخ محمد جناب دماوندی یا به اختصار، جناب دماوندی معروف شد و بدین ترتیب، مدام برای اجرای آواز در مراسم ملی یا مذهبی به شهرهای دور یا نزدیک کشور سفر می کرد. جالب است بدانید که این خواننده جوان در اردیبهشت ۱۲۷۵ خورشیدی، یکی از شاهدین ترور سلطان صاحبقران بود.
او پس از ترور ناصرالدین شاه قاجار و هم زمان با فراگیری هرج و مرج در پایتخت، برای مدتی به زادگاهش بازگشت. در همین سفر بود که با دختر عمویش، صغری خانم (دختر شیخ محمد باقر دماوندی، از فقها و بزرگان شهر) پیوند زناشویی بست، پیوندی که هفتاد و هفت سال پایدار بود.

## اوج شهرت جناب دماوندی در دوره میانسالی[۵]
در واپسین روزهای سلطنت محمد علی شاه قاجار، هنگامی که سپاه مجاهدین به رهبری ستارخان و باقرخان، درست پشت دروازه های پایتخت در منطقه ای به نام بادامک، به قشون مشروطه خواه، با فرماندهی سردار اسعد بختیاری پیوست، جناب دماوندی در کنار سردار بهادر، فرمانده لشکر چهارم سواره نظام، برای آزادی مملکت شجاعانه جنگید. دیری نگذشت که با الحاق برخی از نیروهای بریگاد قزاق، تهران فتح شد و شاه مخلوع به همراه پانصد تن از حامیانش به سفارت روس گریخت. آشنایی رضاخان با صدای جناب دماوندی در همین دوره و حین مبارزات مشروطه اتفاق افتاد. شناختی که سال ها بعد، در زمان حکومت رضاشاه، منجر به حضور جناب در برخی از مراسم و جشن های پهلوی اول شد. یادآور می شوم که  آواز ابوعطای جناب دماوندی بسیار محبوب رضاشاه بوده است.
تسلط بر ریاضیات در کنار دماوندی الاصل بودن که موجب اشراف بر جغرافیای محلی مناطق شرق و شمال پایتخت می شد، افزون بر تجربه سال ها حضور جناب در قورخانه و مهم تر از همه مشارکت در انقلاب، باعث شد تا در سال ۱۲۸۹، جناب از سوی دولت نوپای مشروطه به عنوان نماینده رسمی به شمال کشور، که در آن زمان، میرزا محمدخان لاریجانی، معروف به امیر مُکَرَّم بر گرگان، مازندران و بخش های وسیعی از آن حکومت داشت، اعزام گردد.
طولی نکشید که تصمیم سردار اسعد برای مسافرت مجدد به اروپا که به دلیل معالجه چشم انجام می شد و دعوت از جناب جهت همراهی وی در این سفر، پایان ماموریت شمال را رقم زند. اما کردار محمد چنان بر امیر مُکَرَّم تاثیر گذاشت که او فرصت را غنیمت شمرد و فرزندش، سِیفُ المُلک را به سرپرستی جناب دماوندی، جهت ادامه تحصیلاتش در فرنگ، راهی پاریس و سپس ژنو کرد. 
در سال ۱۲۹۱ خورشیدی، هنگامی که این خواننده تازه به کشور بازگشته بود، با دعوت شرکت [رکورد]، نوزده اثر از او بر روی صفحات ۷۸ دور گرامافون ضبط شد. مجموعه ای که به جرات می توان آن را در زمره یکی از تاثیرگذارترین آثار ضبط شده تاریخ موسیقی سنتی ایران دسته بندی کرد. در ضبط این دوره، حضور نوازندگان برجسته ای چون میرزا حسینقلی خان فراهانی، میرزا اسدالله خان اتابکی و میرزا حسین خان اسماعیل زاده، در کنار آواز بی بدیل جناب دماوندی حدوداً چهل ساله که پختگی صدایش حتی از پشت خط و خش صفحات هم نمایانست، موجب رقم خوردن برگ زرینی بر خاطر فرهنگ دوستان این سرزمین شد. 
نکته مهم این دوره ضبط، همکاری علی اکبر خان شهنازی، فرزند چهارده ساله میرزا حسینقلی خان فراهانی با جناب دماوندی بود که جهت معرفی این نوجوان به عرصه رسمی موسیقی سنتی صورت می گرفت. آثار در استودیو تجارتخانه مسیو هامبارتسوم هایراپیان ضبط شدند و نتیجه همکاری این دو هنرمند در قالب صفحات سنگی افشاری و بیات ترک بر دفتر تاریخ موسیقی دستگاهی ایران ماندگار گردید.
جناب دماوندی یکی از پیشگامان برگزاری کنسرت های خیریه در ایران بود. کنسرت های او پس از انقلاب مشروطه، اجرای نمایشنامه رستاخیر شهریاران ایران اثر شاعر روشنفکر، میرزاده عشقی، در شهرهای اصفهان، کرمان، تبریز و همچنین کنسرت هایش در تهران که با هدف کمک به ساخت مدارس و بهداری ها یا کمک به بینوایان برگزار می شد.
به گفته جناب دماوندی، یکی از کنسرت های ایشان در باغ ناصری، محلی که او تنیس بازی می کرده است، در حدود سال ۱۳۰۴ خورشیدی و با همت سرهنگ محمدخان درگاهی برگزار گردید. همان کنسرتی که درآمد حاصل از آن صرف خرید تجهیزات پزشکی برای مردم شد. درآمد بدست آمده از کنسرت دیگری که با دعوت ارباب کیخسرو و کیانیان از جناب انجام شد، برای ساخت نخستین مدرسه دخترانه زرتشتیان در تهران مورد استفاده قرار گرفت.
پس از درگذشت علی قلی خان بختیاری مشهور به فاتح تهران (سردار اسعد دوم)، جناب دماوندی سال ها در تشکیلات فرزند آن سردار بزرگ، یعنی جعفرقلی خان بختیاری (سردار اسعد سوم) فعالیت کرد و حتی در زمان حکومت سردار بر کرمان، او را سه سال همراهی نمود. جناب دماوندی طی سه دهه حضور در تشکیلات خاندان بختیاری در کنار میرزا اسدالله خان اتابکی مسئولیت رسیدگی به امور مالی و حقوقی مجموعه بزرگی که توسط سرداران بختیاری اداره می شد را عهده دار بود. شایان یادآوریست که ایشان در کنار امور اداری به اجرای آواز در برخی مراسم خاص هم اقدام می کرد.
او در دوره رضاشاه پهلوی و همزمان با تصویب قانون اجباری شدن شناسنامه برای ایرانیان و حذف القاب قدیمی قاجاری از پسوند اسامی، نام خانوادگی فلاحی، به معنای رستگاری را برای نام فامیلی خود برگزید و از آن پس در نامه نگاری های رسمی و مکاتبات دولتی، محمد فلاحی خطاب شد. این در حالی بود که دوستان و آشنایان نزدیک، بنابر عادت قدیمی همواره او را جناب یا جناب دماوندی خطاب می کردند.
بنابراین باید درنظر داشت که برای اشاره به نام این هنرمند، هر دو اسم، یعنی جناب دماوندی و محمد فلاحی درست می باشند. شایان ذکرست که معنای عبارت جناب به هیچ عنوان مشابه با آنچه در فرهنگ عامیانه مصطلح در جامعه (که به منظور ابراز احترام به اشخاص، پیش از نام هر فرد افزوده می شود) نبوده و این عبارت در حکم لقب می باشد.
ضبط سری دوم آثار این هنرمند، در سال ۱۳۰۷ خورشیدی و با دعوت تجارتخانه عزرا میرحکاک که در آن زمان نمایندگی انحصاری شرکت پلیفون رکورد در ایران و عراق را در اختیار داشت، انجام پذیرفت. در آن دوره او برخی آثار پرفروش قدیمی خود، نظیر صفحه اذان و مناجات را بازخوانی کرد. شایان یادآوریست که پیشتر و در سال ۱۲۹۱ خورشیدی، جناب دماوندی نخستین اذان و مناجات تاریخ ایران را ضبط کرده بود که این صفحه گرامافون، اولین اذان و مناجات ضبط شده رسمی در تاریخ جهان هم به شمار می آید. همکاری او با خاندان نی داوود و ضبط آثار باکیفیتی که برای نخستین بار در ایران با تکنولوژی برق بر صفحات ۷۸ دور ضبط می شد، از دیگر موارد مهم آن دوره ضبط می باشد. همکاری او با خاندان نی داوود، بخصوص مرتضی خان نی داوود، آهنگساز قطعه مشهور مرغ سحر که از خانواده ای کلیمی بود، از دیدگاه متفاوت محمد فلاحی نسبت به نگرش غالب بر جامعه آن دوره ایران که نگاه مثبتی نسبت به سایر ادیان نداشتند، و حتی همکاری با آنان را حرام و ممنوع می دانستند، حکایت دارد.
آموزش جزییات و تکنیک های خاص آوازی به خوانندگان برجسته ای چون اقبال السلطان (اقبال آذر) و قمرالملوک وزیری، در کنار تربیت خوانندگان نسل جوان که در کلاس ها و اجراهای خصوصی برخی هنرمندان آن دوره با جناب دماوندی ملاقات می کردند، از دیگر فعالیت هایست که او هم زمان با کار در ادارات دولتی انجام می داد.
ناپدید شدن برادر کوچکتر جناب دماوندی، قتل و تبعید دوستان و سیاستمداران نزدیک به وی از جمله جعفر قلی خان بختیاری (سردار اسعد سوم)، ارباب کیخسرو، میرزاده عشقی، فیروز میرزا نصرت الدوله سوم و …، پناه آوردن سربازان آلمانی در زمان جنگ جهانی دوم به خانه وی در دماوند، اشغال کشور توسط قوای متفقین و دستگیری این هنرمند از سوی نیروهای انگلیسی در تهران، از جمله وقایع مهم زندگی او در دوره پهلوی اول به شمار می آیند.

## دوره سالمندی محمد فلاحی[۶]
به گفته افرادی که او را دیده اند (با استناد به مصاحبه هایی که در خلال تولید مستند جناب دماوندی انجام شد)، جناب انسانی بخشنده بود. او کارهای خیر زیادی در شهرهای گوناگون کشور و بخصوص در زادگاهش انجام داده است که اهداء یک باغ به وسعت ۲۵۰۰ متر مربع، برای ساخت نخستین مدرسه شهر دماوند در سال ۱۳۳۱ خورشیدی از جمله آن ها می باشد. از زمان تاسیس این مدرسه تا حوالی سال ۱۳۶۰ خورشیدی، دانش آموزان بسیاری در آن تحصیل کردند و بسیارشان، امروز از جمله مهندسان، پزشکان، اساتید و دیگر اقشار موفق می باشند. با گذشت بیش از سه دهه عدم فعالیت مدرسه جناب دماوندی و با وجود تلاش های فراوان خانواده ایشان، اکنون نوادگان جناب تصمیم به راه اندازی دوباره آن گرفته اند. باشد که در آینده ای نه چندان دور، دوباره چراغ تعلیم و تربیت در این باغ، سوزان شود.
جناب دماوندی اهل فعالیت بود و بعد از بازنشستگی در سال ۱۳۳۲ خورشیدی، علاوه بر مسئولیت های گوناگونی که در شهر دماوند برعهده داشت، تا حوالی نود سالگی به ارگان های محلی یا دولتی مشاوره می داد.
از جمله فعالیت های دیگری که این هنرمند، از سال های ۱۳۲۰ تا ۱۳۵۰ خورشیدی برای زادگاهش انجام داد، می توان به تخریب خزینه قدیمی و ساخت نخستین حمام دماوند، عضویت در شورای عمران و آبادی روستا، ساخت جاده اصلی شهر، عضویت در انجمن مرکزی نظارت بر انتخابات، ریاست هیئت امناء و شورای ده، نظارت بر هزینه ژاندارمری و کلیه مراکز دولتی شهرستان، ساماندهی وضعیت ساخت و ساز ابنیه از طریق عضویت افتخاری در شورای پنج نفره شهرداری، ساخت غسالخانه، نمایندگی اداره اوقاف در منطقه، عضویت دائمی در کمیسیون حل اختلافات مالی اداره دارایی، ریاست بر شورای حل اختلاف و رسیدگی به دعاوی محلی، ساخت تکیه و حسینیه احمدآباد، مشاوره به سازمان برنامه و بودجه کشور و تاسیس نخستین بهداری شهر، اشاره کرد.

## آخرین آواز محمد فلاحی (جناب دماوندی)[۷]
سرانجام در سال ۱۳۵۰ خورشیدی، جواد بدیع زاده و شاهرخ نادری مصاحبه ای مفصل با محمد فلاحی، که تنها خواننده باقیمانده از نسل آوازخوانان دوره ناصرالدین شاه قاجار بود، انجام دادند. گفتگو در قالب برنامه رادیویی صبح جمعه با شما که مجری و تهیه کننده اش، منوچهر نوذری بود، پخش شد. او در سن صد سالگی با شادابی و شوخ طبعی هر چه تمام به پرسش ها پاسخ داد و در پایان گفتگو بنابر خواست مصاحبه کنندگان، آخرین آوازش را که تصنیف مشهور جانم جانم (سروده علی اکبرخان شیدا) بود، برای شنوندگان خواند و خاطره ای جالب از ملاقاتش با سراینده اثر در زمان مظفرالدین شاه قاجار را بازگو کرد.
در واپسین روزهای زندگی این هنرمند، خسرو سینایی، کارگردان مشهور سینما و تلویزیون، مستندی کوتاه از او ساخت. فیلمی حدوداً بیست دقیقه ای که همچون زندگینامه پرفراز و نشیب این خواننده کم نظیر حتی با گذشت نیم قرن از درگذشت وی، هرگز منتشر نگردیده است. محمد فلاحی،  مشهور به جناب دماوندی در بیست و سوم خردادماه سال ۱۳۵۲ خورشیدی و در سن ۱۰۱ سالگی،  برای همیشه چشم از این جهان فروبست. 

## نخستین بزرگداشت جناب دماوندی[۹]
با وجود برگزاری تعدادی مراسم در قالب یادبود برای زنده نگاه داشتن یاد این هنرمند در سال های ۱۳۸۱ و ۱۳۸۲ خورشیدی که توسط گروهی از موسیقیدانان و اهالی فرهنگ در تهران و دماوند برگزار شده بود، سرانجام در زمستان ۱۴۰۴ خورشیدی، نخستین بزرگداشت جناب دماوندی برگزار شد. 

در این یاد بود که توسط خانواده جناب دماوندی و با همکاری آکادمی موسیقی آوای مهربانی، در سالن اصلی فرهنگسرای ارسباران تهران برگزار گردید، جمعی از هنرمندان حوزه موسیقی و سینما حضور داشتند. چهره هایی چون مجید درخشانی، معصومه مهرعلی، مهدی فلاح، مظفر شفیعی، حمید باستانی پاریزی (یادگار استاد محمد ابراهیم باستانی پاریزی)، رزیتا غفاری و تعداد کثیری از مردم علاقمند به تاریخ و موسیقی ایران زمین در این رویداد گرد هم آمدند. در این مراسم، از کتاب زندگینامه، مجموعه آثار جناب دماوندی و خلاصه ای از فیلم مستند جناب دماوندی به نویسندگی و کارگردانی کیان فلاحی، نتیجه جناب دماوندی رونمایی شد. 
 

## تاثیر جناب دماوندی بر خوانندگان ایرانی
محمد فلاحی از جمله هنرمندانیست که در ابعاد مختلف بر موسیقی سنتی ایران تاثیر گذاشت. به گفته خود او، تغییر فرم آوازخواندن ابوالحسن خان اقبال آذر از سبک تعزیه خوانی به چهارچوب دستگاهی مرهون کوشش جناب دماوندیست. همچنین اساتید آواز و خوانندگان بنامی از جمله رامبد صدیف، محمدرضا شجریان، احمد ابراهیمی، محمود کریمی، مهدی فلاح، معصومه مهرعلی، علی جهاندار، مظفر شفیعی، حمیدرضا نوربخش، وحید تاج، محبوبه گلزاری، حبیب حسینی و ... در خصوص نقش شیوه خوانش این هنرمند بر مسیر هنری خود گفته اند.

## فهرست آوازهای جناب دماوندی[۱۵]
تمام آثار صوتی برجای مانده از محمد فلاحی، مشهور به جناب دماوندی در قالب ۳۲ اثر دسته بندی می شوند. آوازهایی که بر روی صفحات سنگی یا همان صفحات ۷۸ دور گرامافون در ادوار مختلف، در سال های ۱۲۹۱، ۱۳۰۷ و ۱۳۳۲ خورشیدی ضبط شده است.

آثار ضبط شده در سال ۱۲۹۱ خورشیدی، سری اول آوازهای جناب است که توسط شرکت گرامافون رکورد در تهران ضبط گردید. آوازهای این هنرمند که در سال ۱۳۰۷ خورشیدی توسط شرکت عزرا میرحکاک در تهران رکورد شد نیز، در قالب سری دوم آثار دسته بندی می شوند. تک اثری هم که در قالب اجرایی خصوصی و همراه با جمعی از هنرمندان مطرح آن زمان، در سال ۱۳۳۲ خورشیدی ضبط شده، آخرین آواز برجای مانده از ایشان می باشد.

### سری نخست آثار جناب دماوندی، ضبط ۱۲۹۱[۱۶]
در سال ۱۲۹۱ خورشيدی، همزمان با تثبيت دولت مشروطه و خنثی شدن طرح بازگشت نيروهای محمد علی شاه، رونق نسبي آهسته آهسته به کسب و کار بازگشت و کمپاني‌هاي خارجي وارد بازار کشور شدند. گرامافون رکورد يکي از شرکت‌هايی بود که پيشتر در سال ۱۲۸۴، نخستين نوبت ضبط صفحات تهران را با ۲۱۶ اثر به پايان رسانده بود. اين کمپانی قصد داشت تا از طريق استوديو تجارتخانه موسيو هامبارتسوم ‌هايراپيان ضبط سری دوم خوانندگان ايرانی را آغاز کند. بنابراين از نوازندگان و خوانندگان برجسته کشور براي ضبط آثارشان بر روي صفحات سنگی ۷۸ دور دعوت به عمل آورد. جناب دماوندی يکی از همين خوانندگان بود.
چون ضبط در آن دوره به شيوه مکانيکی و با استفاده از يک قيف بزرگ مخروطی شکل انجام  می شد، نوسان در کيفيت آثار کاملاً مشهود است و دقيقاً به همين دليل خوانندگان دعوت شده بايد با صدايی در اکتاوهای بالا يا اصطلاحاً زير (با فرکانس بالا) اجرا می کردند. بنابراين اکثر افراد از بين بانوان يا آقايانی انتخاب می شدند که صدايشان امکان اجرای اکتاوهای بالا را داشت. تمام آوازهای جناب دماوندی نيز در اين مجموعه به همين شکل ضبط شده‌است.
سرانجام نوزده آواز از اين جناب توسط شرکت گرامافون ضبط شد و برای تکثير به کارخانه ای در شهر ريگای روسيه ارسال گرديد. ميرزا‌ حسينقلی خان فراهانی، ميرزا‌ حسين ‌خان اسماعيل‌زاده، ميرزا اسداله ‌خان اتابکی و علی اکبر شهنازی نوازندگانی هستند که جناب دماوندی را در سری اول ضبط آثار او همراهی کرده‌اند.
لیست آوازهای ضبط شده جناب دماوندی در سال ۱۲۹۱ خورشیدی:

1. آواز بیات اصفهان (۱)
2. آواز دشتی (۱)
3. آواز افشاری (۱)
4. آواز مخالف
5. آواز بیداد
6. آواز دشتی (۲)
7. آواز افشاری (۲)
8. آواز بیات اصفهان (۲)
9. آواز گیلکی
10. آواز قطار
11. آواز ابوعطا (۱)
12. آواز افشاری (۳)
13. آواز شوشتری (۳)
14. آواز بیات ترک (۱)
15. تصنیف باد بهاری
16. آواز شور (۱)
17. آواز شور (۲)
18. اذان (۱)، نخستین اذان ضبط شده تاریخ ایران
19. مناجات (۲)، نخستین مناجات ضبط شده تاریخ ایران

### سری دوم آثار جناب دماوندی، ضبط ۱۳۰۷[۱۷]
در اواخر سال ۱۳۰۷ خورشيدی، تجارتخانه عَزرا ميرحَکاک، تاجر کليمی مقيم عراق، نمايندگی شرکت His Masters Voice خود واقع در شهرهای بغداد، بصره و تهران را واگذار کرد تا زمينه ضبط و انتشار سری سوم خوانندگان ايرانی از طريق نمايندگی ديگرش فراهم آيد.
بدين ترتيب صدابرداران شرکت Polyphon برای ضبط آثار هنرمندانی چون قمرالملوک وزيری، جناب دماوندی، علی اصغر کردستانی، مسيو هايک، طيوری، سنجرانی، نيره اعظم رومی و چند خواننده مطرح دیگر آن زمان، از جمله برخی اعضای مدرسه عالی موسيقی، به ايران سفر کردند تا با استفاده از تکنولوژی جديد برق، کار ضبط آغاز شود.
با گذشت شانزده سال از رکورد سری نخست آثار جناب، او که در آن هنگام حدود پنجاه و شش سال داشت، برای اجراي آواز به استوديوی تجارتخانه ميرحکاک واقع در خيابان چراغ برق رفت تا حدود ۱۰ قطعه منحصربفرد را با همراهی تار مرتضی خان نی داوود و ويالون موسی خان نی داوود اجرا کند. آوازی که از جناب در اين دوره شنيده‌می شود، گواه صدای شش دانگ (توانايی خواندن در اکتاو‌های بَم علاوه بر اکتاو‌های زير) اين خواننده می باشد.
لیست آوازهای ضبط شده جناب دماوندی در سال ۱۳۰۷ خورشیدی:

1. آواز ماهور
2. آواز دلکش
3. آواز ابوعطا (۲)
4. آواز حجاز
5. آواز افشاری (۴)
6. آواز مثنوی پیچ
7. آواز بیات ترک (۲)
8. آواز مثنوی بیات ترک
9. آواز همایون
10. آواز نی داوود
11. اذان (۲)، در بیات ترک
12. مناجات (۲)، در بیات کرد

### اجرای خصوصی جناب دماوندی در سن ۸۱ سالگی، ضبط ۱۳۳۲[۱۸]
آخرين يادگار از آواز جناب دماوندی که بر صفحات گرامافون ضبط شد، در سال ۱۳۳۲ خورشيدی و در يک ميهمانی خصوصی با حضور جمعی از موسيقيدانان وقت، مانند سيد حسين طاهرزاده، ابوالحسن‌صبا، حسين قوامی، سليمان امير قاسمی، نورعلی خان برومند، غلامرضامرشد‌ورزنده و ديگر هنرمندان برجسته آن دوره بر روي يک صفحه آلومينيومی ماندگار گرديد.
اين نوع صفحات که در اوايل دوره پهلوی دوم به ايران وارد شدند، داراي ظرفيت و زمان ضبط صدای بيشتری نسبت به نمونه های قبل از خود بودند. دقيقاً به همين دليل، اين صفحه که فقط يک نسخه از آن وجود دارد، طولانی ترين اثر برجای مانده از آوازهای جناب دماوندی به حساب می آيد. صداي تشويق حاضران در مراسم که هنگام اوج گيری صدای خواننده شنيده می شود، از نکات جالب اين اثر است.
آن روز جناب دماوندی شعر مشهوری از مولانا را انتخاب کرد تا در سن هشتاد و يک سالگی، با همراهی سنتور رضا‌خان ورزنده و سه تار نورعلی خان برومند، اثری زيبا در دستگاه بيات ترک خلق شود. شايان ذکرست که در آن ميهمانی، حسين طاهرزاده آواز خواند و صدايش بر سمت ديگری از صفحه ضبط شد تا بتوان نتيجه گرفت که اين اثر، شاهدی زنده بر دوستی ريشه دار آن دو هنرمند برجسته آواز سنتی ايران است.
اجرای خصوصی جناب دماوندی در سن ۸۱ سالگی